# Georg Wolfgang Krafft
Pour les articles homonymes, voir Krafft.
Georg Wolfgang Krafft (né le 15 juillet 1701 à Tuttlingen dans le duché de Wurtemberg et décédé le 12 juin 1754) est un physicien et professeur de mathématiques et de physique allemand.

## Biographie
Il a enseigné à Saint-Pétersbourg en 1728 puis à Tubingue en 1744. On lui doit un grand nombre d'expériences et de découvertes (publiées dans les Mémoires des académies de Berlin et de St-Pétersbourg), des traités de physique (1738), de géométrie (1740), une Description de la maison de glace construite à St-Pétersbourg en 1740 (traduit de l'allemand par P. L. Leroy, 1741) ainsi que des Expériences sur la végétation des plantes. 
La Maison de glace de Saint-Pétersbourg a été conçue en collaboration avec l’architecte Piotr Eropkine. Le savant la présente comme une architecture scientifique débarrassée de l'héritage classique en la matière.
Son fils, Wolfgang-Ludovig Krafft, né à Saint-Pétersbourg en 1743, fut un astronome distingué, et dressa avec Euler les tables de la Lune.